# إحسان محمد فخري
إحسان محمد فخري أول قاضية في السودان وأول امرأة في إفريقيا تتولي منصب قضاء، وأول امرأة تتولى منصب قاضي المحكمة العليا، ولدت بالخرطوم عام 1936م، تلقت تعليمها في مدرسة الإرسالية وحصلت علي شهادة كامبردج من الدرجة الأولي من مدرسة الاتحاد العليا، والتحقتُ بكلية القانون جامعة الخرطوم في عام 1956م، وكانت أول طالبة تلتحق بها. - والدها محمد إبراهيم والملقب بـ"فخري،. - تزوجت عام 1965م من زميل دراستها القانوني "صالح عوض صالح"، الذي عمل مستشارًا قانونيًا في ديوان النائب العام، توفيت الخميس 28 من يناير 2015م.

## المسيرة العملية
عملت قاضية لمدة (30) سنة وتدرجت في العمل القضائي من قاضٍ درجة ثانية وقاضٍ درجة أولى ثم قاضي مديرية حتى وصلت لدرجة قاضى محكمة استئناف، وبعدها لم يتم تعيين قاضيات بمحمكة الاستئناف إلا بعد سبع سنوات، وقد عملت في محاكم مختلفة. - سافرت لتحضير رسالة الماجستير بانجلترا لمدة سنتين في مجال القوانين المدنيَّة تم تعيينها عام 1965م ك قاضية سودانية في المحاكم الشرعية، وتوالي بعد ذلك تعيين المرأة السودانية في مجال الجهاز القضائي وفي جميع مجالاته القضاء (الشرعي، الجنائي، المدني).
قالت عندما كنتُ في زيارة لشقيقي إبراهيم فخري كان مسجِّلاً لمحكمة المديريَّة في ودمدني، وقابلتُ قاضي المديريَّة عبد الرحمن النور وطلب مني أن أتخصَّص في محاكم الأحداث، وقال لي نحتاج لقاضية سودانية، وبعد رجوعي من هناك سحبتُ طلبي من كليَّة الطب بجامعة الخرطوم، وقدَّمت لكلية القانون.

## جوائز
كرمتها هيئة الأمم المتحدة عام (1980م) كأول قاضية سودانيَّة

## مساهمات
قدَّمت إحسان أوراقًا كثيرة عن محاكم الأحداث والتعديلات في القوانين لجامعة الخرطوم وكتبت في العديد من المجلات.
عملت بهيئة الحسبة والمظالم وهي أعلى سلطة لمدة خمس سنوات وطلب منها التجديد لدورة ثانية وفضَّلت أن تتفرَّغ للمنزل.. وبعدها عملت في لجان مختلفة. وتركت العمل في العام 1991م.

## وفاتها
في يوم الخميس 28 يناير 2015م نعي الناعي وفاة إحسان محمد فخري بعد مسيرة ممتدة بالعطاء في المجال القانوني والقضائي كأول قاضية سودانية، وأول قاضية في المنطقة العربية، وكذلك أول طالبة تلتحق بكلية القانون بجامعة الخرطوم حيث وري جثمانها الثري بمقابر حلة حمد بالخرطوم بحري.